# 여주시의회
여주시의회는 경기도 여주시 지역을 관할하는 기초의회이다.